# Mała matura
Mała matura – świadectwo ukończenia czteroletniego gimnazjum lub egzamin zdawany po ukończeniu tej szkoły, wprowadzony po reformie edukacji z 1932.
Po małej maturze uczniowie mogli podejmować naukę w szkołach typu licealnego lub zawodowego a po dwóch latach zdawać normalną maturę.